# The Song Remains the Same (brano musicale)
The Song Remains the Same è una canzone della band Hard rock britannica dei Led Zeppelin, incisa nell'album Houses of the Holy nel 1973.

## Storia
Si tratta di una canzone molto elaborata, nella quale Jimmy Page, chitarrista del gruppo, ha sovrainciso 4 linee di chitarra. È considerata da molti il contributo di Robert Plant alla World Music. La versione registrata in studio dell'album è stata effettuata con un innalzamento del tono di voce di Plant, così da ricreare un effetto falsetto.
Prima che Plant aggiungesse i testi, la canzone era stata concepita come brano strumentale, e il suo titolo sarebbe stato The Overture. Dal 1973 al 1975, la canzone era sempre seguita, tramite un breve pezzo strumentale, da The Rain Song. Per far questo, Page utilizzava la sua chitarra a due manici Gibson EDS-1275.
The Song Remains the Same è stata anche la traccia d'apertura dei concerti dei Led Zeppelin dal 1977 al 1979. La canzone è anche inserita nel loro omonimo film e nella relativa soundtrack.

## Cover del brano
- Jason Bonham, figlio del batterista del gruppo John Bonham, ha registrato una cover della canzone nel suo album In the Name of My Father - The Zepset.
- Un famoso medley della canzone è della band Progressive metal dei Dream Theater, pubblicata sul loro EP del 1995 A Change of Seasons.
- I Dread Zeppelin hanno registrato una cover della canzone sul loro album 5,000,000.